# أوستريش-فينكل
اوستريش وينكل (بالألمانية: Oestrich-Winkel) هي بلدة، مدينة وبلدة ألمانية تقع في ألمانيا في Rheingau-Taunus-Kreis. يقدر عدد سكانها بـ 11,862 نسمة .

## المدن التوأمة
مدن Tokaj وDenicé هي مدن توأمة لـاوستريش وينكل.